# Haidakhan Babadźi

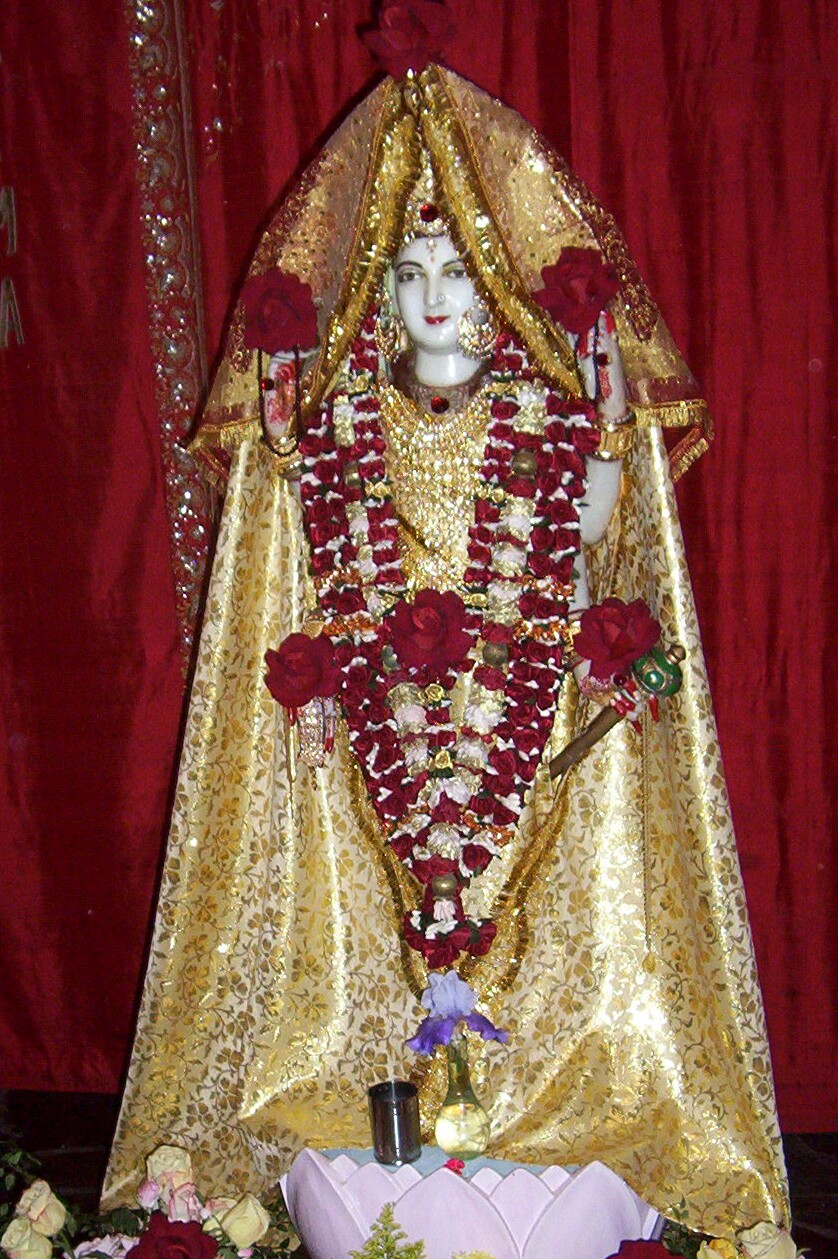

Haidakhan Babadźi – hinduistyczny święty i guru, który – jak wierzą Indusi – pojawił się w 1970 roku w historycznej świętej jaskini, położonej u stóp kumaońskiej góry Kajlasz w Haidakhanie. Śri Babadżi spędził większość swojej 14-letniej inkarnacji (1970-1984) w Haidakhanie, gdzie założył aśram i Herakhan Samaj.

## Życie

### Manifestacja
Według „Nauk Babadżiego” Haidakhan Babadżi „pojawił się” w czerwcu 1970 roku w jaskini u podnóża kumaońskiej Góry Kajlasz, przy rzece Gautama Ganga, niedaleko małej wioski Hairakhan, w dystrykcie Nainital stanu Uttar Pradesh, w Indiach. Jego zwolennicy utrzymują, że Haidakhan Babadżi jest Mahawatarem – „ludzką manifestacją Boga, nie zrodzoną z kobiety.”

### Medytacja na szczycie Kumaońskiej Góry Kajlasz
Jego wyznawcy utrzymują, że zaczynając pod koniec września 1970 roku Haidakhan Babadżi spędził czterdzieści pięć dni medytując w małej świątyni na szczycie Kumaońskiej Góry Kajlasz

### Aśramy
We wrześniu 1971 roku, Haidakhan Babadżi, zeznając pod przysięgą, przekonał sędziego z sądu w miejscowości Haldwani, że on jest Starym Babą z Herakhanu, który był aktywny w tamtym rejonie w latach 1860–1922, i stąd ma prawo do korzystania z aśramów w Katgarii i Haidakhanie.

### Podróże
W 1971 roku Haidakhan Babadżi zaczął podróżować po Indiach, głosząc swoje Przesłanie, wykonując święte ceremonie, takie jak jagna (ceremonia), i stopniowo przyciągając coraz więcej wyznawców. Wśród nich znaleźli się też celebryci, tacy jak Shammi Kapoor, i stopniowo coraz więcej przybyszów z Zachodu. Lucyna Winnicka opisuje darśan Babadźiego w Mumbaju, w którym uczestniczyła wraz z grupa Polaków.

### Mahasamadi
Chociaż niektórzy z jego zwolenników wierzyli, że jest on nieśmiertelny, Haidakhan Babadżi zmarł (jego zwolennicy preferują określenie „opuścił swoje ciało” albo „osiągnął mahasamadi”) w dniu 14 lutego 1984 roku, najprawdopodobniej z powodu zawału serca. Został pochowany w aszramie w Haidakhanie.

## Nauki

### Sanatan Dharma
Chociaż czczony według lokalnych zwyczajów, Haidakhan Babadżi wyjaśnił, że przyszedł odnowić Sanatan Dharmę raczej niż Hindu Dharmę (Hinduizm). Sanatan Dharma może być rozumiana jako pierwotna religia, odzwierciedlająca naturalne prawa, ustanowione na początku Stworzenia.

## Znani wyznawcy i zwolennicy
- Muniraji
- Vishnu Dutt Shastriji
- Shammi Kapoor – hinduski aktor i reżyser
- Leonard Orr – twórca Rebirthingu-Pracy Oddechowej
- Sondra Ray – pisarka

### Inne media
- Shammi Kapoor opowiada jak spotkał Haidakhan Babadżiego – YouTube (ang.)